# Tachidiella patagonica
Tachidiella patagonica is een eenoogkreeftjessoort uit de familie van de Idyanthidae. De wetenschappelijke naam van de soort is voor het eerst geldig gepubliceerd in 1999 door Lee W. & Huys.